# Virginie Linhart
Pour les articles homonymes, voir Linhart.
Virginie Linhart, née le 16 avril 1966 à Montreuil, est une réalisatrice française de documentaires politiques, historiques et sociologiques.

## Biographie

### Famille et formation
Virginie Linhart est la fille de Robert Linhart, fondateur de l'Union des jeunesses communistes marxistes-léninistes (UJC (ml)) et sociologue, et de Nicole Colas-Linhart, biophysicienne. C'est la nièce de Danièle Linhart. Son frère est le réalisateur Pierre Linhart.
Elle effectue ses études secondaires au lycée Victor-Duruy. Elle intègre l'Institut d'études politiques de Paris en 1987 et est diplômée de en 1989 (section Politique, économique et sociale).
Elle est docteure en science politique de l'Institut d'études politiques de Paris en 1995.
Elle est attaquée en justice pour atteinte à la vie privée par son ex-compagnon et sa mère pour son livre L'Effet maternel. Cet épisode et le procès qui en découle inspirent son ouvrage suivant, Une sale affaire.

### Carrière
Elle a réalisé de nombreux documentaires dont les thèmes principaux sont la Seconde Guerre mondiale et la Shoah ainsi que les mouvements de contestation de 1968.
Elle a écrit sur le thème du travail (Enquête aux prud'hommes, 2000) ainsi que sur son histoire familiale (La Vie après, 2012 ; L'Effet maternel, 2020). Dans Une sale affaire, elle traite de la légitimité à raconter l’histoire à travers l’autofiction mais aussi des limites entre ce qui relève de la vie privée et ce qui appartient à l’histoire collective.

### Engagement
Elle est membre du collectif 50/50 qui a pour but de promouvoir l’égalité des femmes et des hommes et la diversité dans le cinéma et l’audiovisuel,.

## Travaux universitaires

### Mémoires
- « La communauté Loubavitch de Sarcelles : rapport au politique » (avec Gaël Macé et Nicolas Offenstadt), mémoire de l'Institut d'études politiques de Paris, séminaire de Rémy Leveau, 1989
- « Les "Dix" de Renault-Billancourt : les enjeux d'une mobilisation d'appareil, juillet 1986 – décembre 1989 » mémoire de DEA d'études politiques à l'IEP Paris sous la direction de Pierre Favre, 1990
- « La ville comme objet de politique publique : genèse et institutionnalisation de la politique de la ville en France » thèse de doctorat de science politique à l'IEP de Paris sous la direction de Pierre Favre, 1996

### Articles
- « Des Minguettes à Vaulx-en-Velin : les réponses des pouvoirs publics aux violences urbaines », Cultures et conflits, n° 6, été 1992, p. 91-111
- « Les “Dix” de Renault-Billancourt : les enjeux d'une mobilisation d'appareil juillet 1986 – décembre 1989 », Revue française de science politique, 42 (3), juin 1992, p. 375-401
- « Le Greco “banlieues et changements urbains” (1968-1989) ou la difficulté de l’interdisciplinarité dans la recherche », La Revue pour l’histoire du CNRS, n° 14, mai 2006

## Œuvres

### Documentaires
- Vichy et les Juifs, 52 min, avec Patrick Rotman, Kuiv productions, 1997
- Les Collabos : 1940-1944, 60 min, avec Patrick Rotman, Kuiv productions, 1997
- Le Gel du printemps – Prague 1968, 52 min, avec Patrick Rotman, Kuiv productions, 1998
- Mai 68 : dix semaines qui ébranlèrent la France, 2 × 52 min (1 : Rêve général ; 2 : La Danse du pouvoir) avec Patrick Rotman, Kuiv productions, 1998
- Bartok, un roi sans couronne, 26 min, Mezzo, 2000
- Opération comédies musicales, 26 min, Mezzo, 2000
- Le Travail dans la balance. Histoire des prud'hommes, 58 min, avec Éric Moutet, Kuiv productions, 1999
- Présidentielles 1965-1995. Les surprises de l'Histoire, 104 min, avec Jean-Noël Jeanneney et Olivier Duhamel, Kuiv productions, 2002
- « Court-circuit » à Sciences Po, 52 min, Point du Jour international, 2002
- Histoires de gauche, 2 × 52 min (1 : Une troisième voie ? ; 2 : La prospérité pour tous ?), Arte France – Kuiv productions, 2003-2004
- L'Observateur a 40 ans, 52 min, Kuiv productions, 2004
- De Gaulle, le retour, 13 mai 1958, 52 min, avec Patrick Rotman, Kuiv productions, 2005
- L'Énigme polonaise. Sortie du communisme : la grande négociation, 55 min, avec Georges Mink, Arte France – Compagnie des phares et balises, 2005
- Simone de Beauvoir, On ne naît pas femme..., 52 min, avec Stéphanie Berterottière et Paule Zajdermann, France 5 / Zadig Productions / Sobifer, 2007
- 68, mes parents et moi, 52 min, 2008
- Écologie : ces catastrophes qui changèrent le monde, 67 min, avec Alice Le Roy, raconté par Emma de Caunes, Éditions montparnasse, 2009
- Après les camps, la vie, 70 min, Cinétévé / Ina / France Télévisions, 2009
- Juin 1940 : le piège du Massilia, 2010
- 1981, un été en rose et noir, 2011
- Ce qu'ils savaient. Les Alliés face à la Shoah, 70 min, 2012
- Jacques Derrida : le courage de la pensée, avec Benoît Peeters, 53 min, Arte France Morgane-groupe, 2014
- Vincennes, l'université perdue, 95 min, Arte France et Agat Films & Cie, 2016
- Bardot amoureuse, 110 min, diffusé le 27 janvier 2017 sur France 3.
- Jeanne Moreau l'affranchie, 54 min, Arte France et Kuiv Productions, 2017
- Brigitte Macron, un roman français, 90 min, Siècle Productions, 2018
- Françoise Dolto, au nom de l’enfant, de Morgane Production, 2018, documentaire, 60 minutes [présentation en ligne] : sélection documentaire national au FIPADOC en 2019
- L'énarque est un humain (presque) comme les autres, diffusé le 24 mai 2021 sur France 2
- Ernest Hemingway. 4 mariages et un enterrement (sur la vie de l'écrivain) en tant que réalisatrice diffusée sur Arte et Arte replay, 2021
- Deneuve, la reine Catherine, 104 min, diffusé le 14 avril 2022 sur France 3

### Ouvrages
- Génération beur, etc. : la France en couleurs (avec Jean-Marc Terrasse), Paris, Plon, 1989
- Volontaires pour l'usine : vies d'établis, 1967-1977, Paris, Le Seuil, 1994 ; rééd. 2010
- Enquête aux prud'hommes, Paris, Stock, 2000
- Le jour où mon père s'est tu, Paris, Le Seuil, coll. « H.C., essais », 2008 Prix de l'essai L'Express 2008.
- La Vie après, Paris, Le Seuil, 2012
- L'Effet maternel, Paris, Flammarion, 2020, 244 p.  (ISBN 9782081505414)
- Une sale affaire, Paris, Flammarion, 2024, 192 p.  (ISBN 9782080415851)

### Presse
- Forum avec Virginie Linhart autour de Le jour où mon père s'est tu, Le Nouvel Observateur, 3 avril 2008
- « Il est interdit d'hériter », sur liberation.fr, 28 mai 2008

### Radio
- « Virginie Linhart : "L'histoire m'a en quelque sorte sauvé la vie" », France Culture, Le Cours de l'histoire, série Fou d'histoire, de Xavier Mauduit, le 22 mars 2024